# (35876) 1999 JX74
1999 JX74 (asteroide 35876) é um asteroide da cintura principal. Possui uma excentricidade de 0.07864870 e uma inclinação de 14.17156º.
Este asteroide foi descoberto no dia 12 de maio de 1999 por LINEAR em Socorro.